# Vietnam del Sud ai Giochi della XX Olimpiade
Il Vietnam del Sud partecipò alle XX Olimpiadi, svoltesi a Monaco di Baviera dal 26 agosto all'11 settembre 1972, con una delegazione di due tiratori. Portabandiera fu il quarantatreenne Ho Minh Thu, alla sua seconda Olimpiade. Fu la sesta partecipazione di una rappresentativa vietnamita ai Giochi. Non fu conquistata nessuna medaglia.